# (14567) Nicovincenti
(14567) Nicovincenti est un astéroïde de la ceinture principale.

## Description
(14567) Nicovincenti est un astéroïde de la ceinture principale. Il fut découvert le 19 juin 1998 à Socorro (Nouveau-Mexique) par le projet LINEAR. Il présente une orbite caractérisée par un demi-grand axe de 2,28 UA, une excentricité de 0,11 et une inclinaison de 6,1° par rapport à l'écliptique.

## Compléments